# 岩井橋 (渡良瀬川)

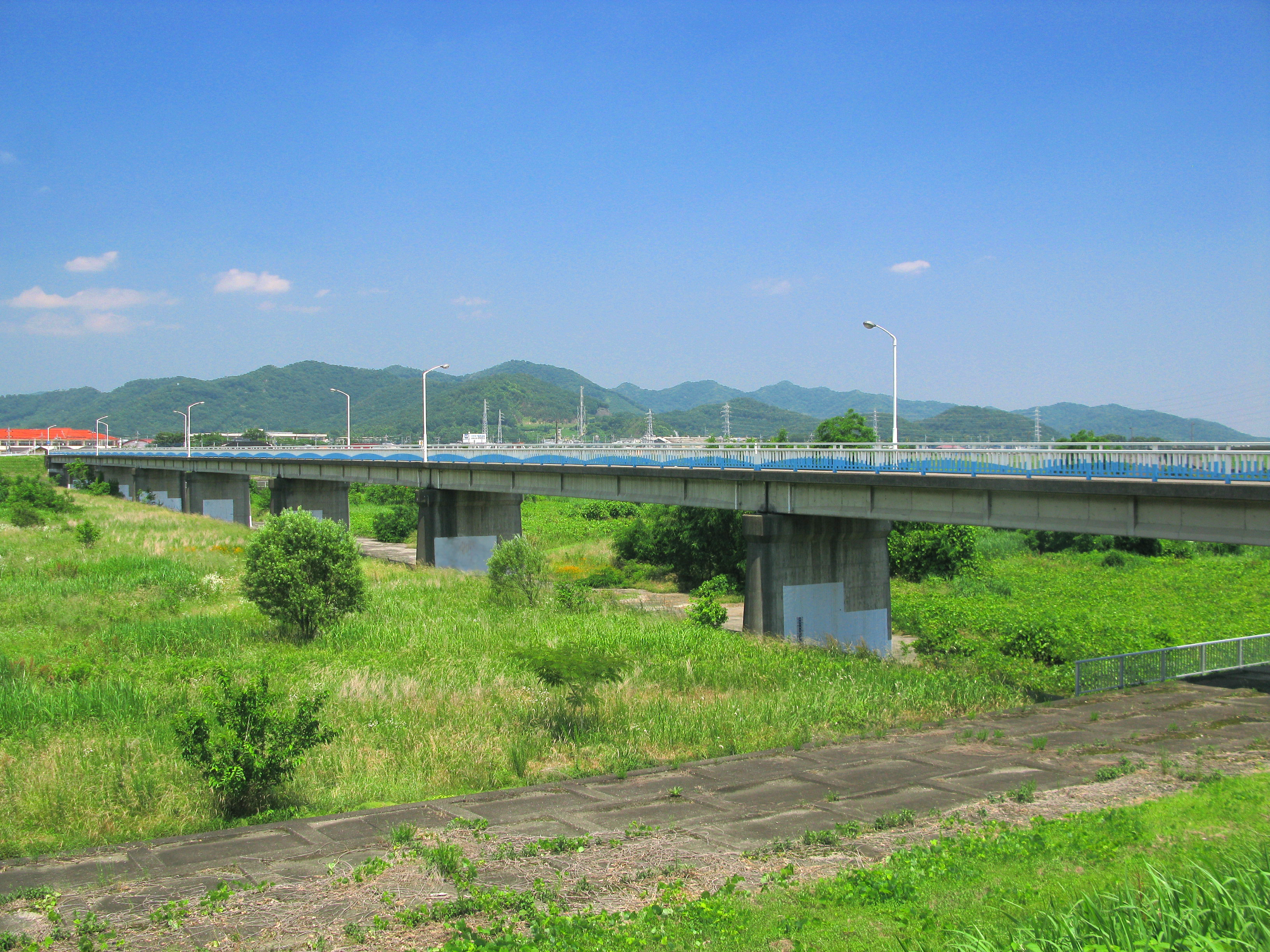
岩井橋（2012年6月）

岩井橋（いわいばし）は栃木県足利市寿町と同市岩井町の中洲を結ぶ渡良瀬川の橋。足利市道岩井橋通り線
を通す。橋長253.9m、幅員5.5m。

## 概要
1966年（昭和41年）に開通。中洲には赤城神社や乳房地蔵がある。橋の東側に足利渡良瀬ウォーターパークがある。
当橋は中州にある集落を左岸側から結ぶためのものであり、自転車や歩行者はすぐ下流に架かる福寿大橋を経由して中州を越えた右岸側に渡ることはできるが、自動車は中州を越えて右岸側に渡ることは出来ないため、隣接する橋を利用することになる。

## 隣の橋
- 渡良瀬川

中橋 - 田中橋 - 岩井橋 - 福寿大橋 - 福猿橋